# Флаг Молдавской ССР
Флаг Молдавской ССР (молд. Драпелул РСС Молдовенешть) представляет собой прямоугольное полотнище двухсторонне красного цвета. Посередине полотнища каждой стороны во всю его длину располагается полоса зелёного цвета. В левом углу верхней части полосы красного цвета располагается основной элемент герба Молдавской ССР — серп и молот золотистого цвета с красной пятиконечной звездой, обрамлённой каймой золотистого цвета. Зелёная полоса составляет одну четвёртую ширины флага. Отношение ширины флага к её длине — 1:2. Серп и молот вписываются в условный квадрат, сторона которого равна 1/5 ширины флага. Острый конец серпа приходится посередине верхней стороны квадрата, рукоятки серпа и молота упираются в нижние углы квадрата. Пятиконечная звезда вписывается в условную окружность диаметром в 1/10 ширины флага, касающаяся верхней стороны условного квадрата. Расстояние вертикальной оси звезды, серпа и молота от древка равняется 1/4 ширины Государственного флага. Расстояние от верхней кромки до центра звезды— 1/10 ширины Государственного флага. Не следует путать с флагом Приднестровской Молдавской Республики.
Флаг Молдавской ССР был утверждён указом Президиума Верховного Совета МССР от 31 января 1952 года. Позже этот флаг описывался в статье 168 Конституции МССР 1978 года.
Предыдущий флаг Молдавской ССР был описан в 123 статье X главы конституции МССР, принятой 10 февраля 1941 года:

Государственный флаг Молдавской ССР состоит из красного полотнища, с изображением в левом углу у древка сверху, золотых серпа и молота и золотых букв «РССМ». Отношение ширины к длине 1:2.

## Интересные факты
- Государственный флаг Приднестровской Молдавской Республики является копией флага Молдавской ССР. Исключение составляет зелёный цвет: на флаге ПМР он темнее.